# Церква Перенесення мощей святителя Миколая Чудотворця (Поточани)
Церква Перенесення мощей святителя Миколая Чудотворця в Поточанах — парафія і храм Бережанського благочиння Тернопільської єпархії Православної церкви України в селі Поточани Тернопільського району Тернопільської области.
Оголошена пам'яткою архітектури місцевого значення.

## Історія церкви
Кам'яний храм у селі Поточани збудували у 1906 році. Він діяв до 1956 року, після чого був закритий до 1976 року. Перша Служба Божа після відкриття відбулася 21 листопада 1976 року.
Храм заввишки 25 метрів збудували майстри з Перемишлян. 14 жовтня 2007 року біля церкви освятили капличку Божої Матері, збудовану за кошти парафіян, а фігуру Пресвятої Богородиці пожертвувала Степанія Присяжна. У 2006 році парафіяни відзначили 100-річний ювілей храму. 12 листопада 2007 року в селі гостинно приймали ікону Зарваницької Матері Божої.

## Парохи
- о. Василь Квіт (1944—1960),
- о. Олексій Блажків (1963—1976),
- о. Микола Головчак (1976—1980),
- о. Теодозій Левицький (1980—1989),
- о. Михайло Ковта (1990—1992),
- о. Омелян Легета (1989),
- о. Микола Пересада (1989)
- о. Богдан Ляхович (1989—1990),
- о. Роман Михно (1995—2009),
- о. Ярослав Лагодович (з 2009).